# 河野東馬

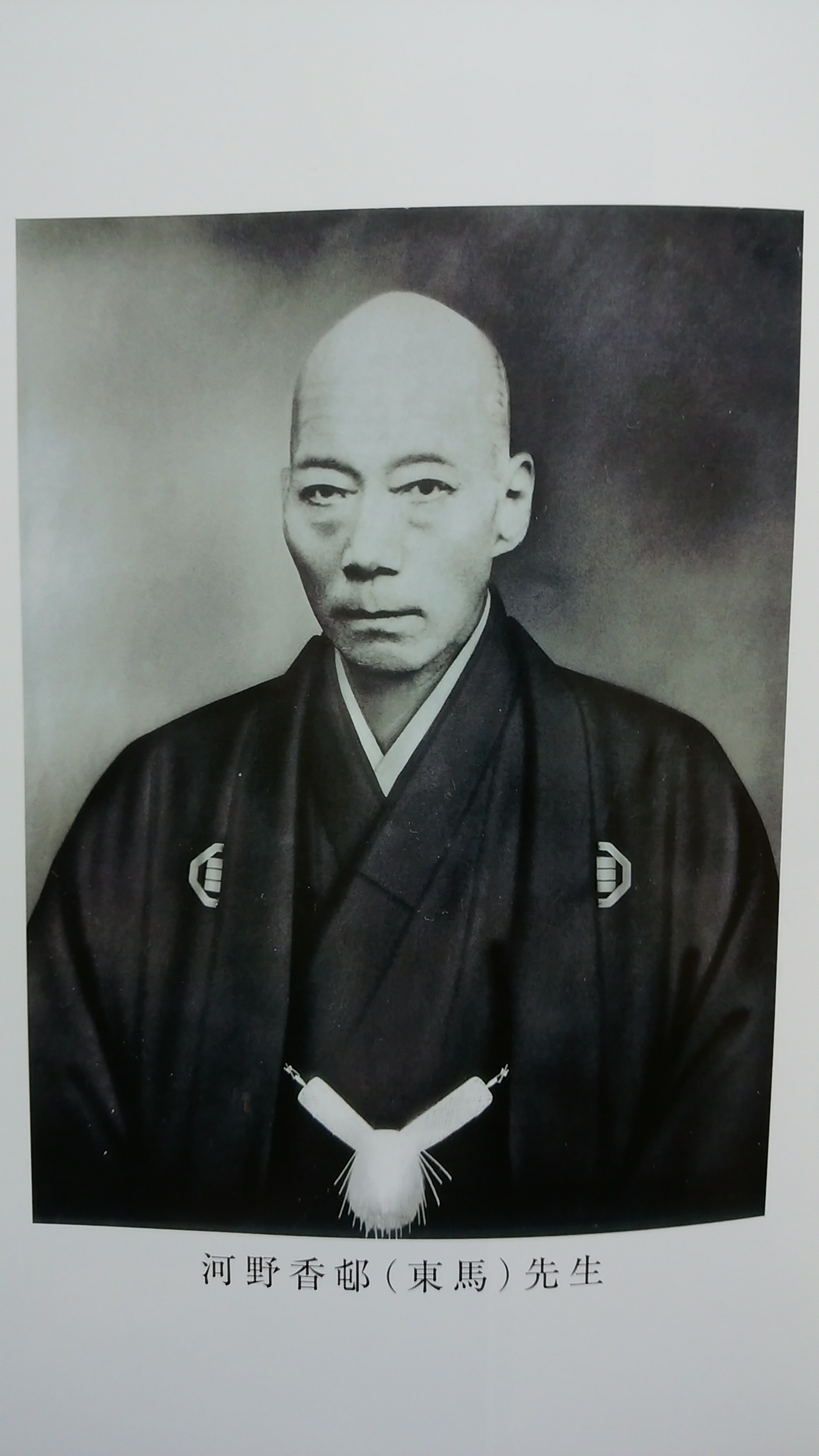
河野東馬

河野 東馬（こうの とうま、天保6年（1835年） - 明治45年（1912年））は、江戸時代から明治時代の医師、儒学者、教育家、画家。播磨国網干の人。諱は季一、名は通鶚（みちたか）、号は香邨（こうそん）。
高名な漢詩人河野鉄兜の実弟。医業の傍ら私塾を主宰。

## 来歴
播磨国揖東郡網干垣内（現兵庫県姫路市網干区垣内）に村医者河野通仁の5男として生まれる（次兄三策、三兄鉄兜、長兄四兄は早世。他に姉が4人）。
幼時から医業を家兄に従い安政4年（1857年）より美作国津山の野上玄雄に師事。文久元年（1861）網干で開業。
医業の傍ら私塾（稲香村舎）を主宰して郷党の訓育に当り明治22年（1889年）公認を受けて「誠塾」と改名して中等学校に準じた扱いを受けたと言う。
墓所は網干の善慶寺[浄土宗西山禅林寺派] にある。墓碑銘墓誌は門弟であった神楽江熏の撰文及び書。
旧居は姫路市指定重要有形文化財として保存されている。
絵筆が巧みで香邨の号で多くの南画作品を残している。
（但し、香邨を号とする画家は多く同号異人の作品を河野東馬の作品と間違われる場合がある）